# 砺波市
砺波市（日语：／ Tonami shi */?）為位于日本富山縣西部的行政區劃，轄區主要位於礪波平原中部，東部以東山系與富山市相隔，東北部則屬於射水丘陵。
以生產郁金香的球根而聞名。

## 人口
| 砺波市人口分布圖 |                                               |  |
| 砺波市與日本全國年齡別人口分布比較圖 （2005年資料） | 砺波市的年齡、男女別人口分布圖 （2005年資料） |  |
| ■紫色是砺波市 ■綠色是全国 | ■藍色是男性 ■紅色是女性                       |  |
| 砺波市人口變化 \| 1970年 \| 41,403人 \| \| \| 1975年 \| 41,805人 \| \| \| 1980年 \| 43,530人 \| \| \| 1985年 \| 44,150人 \| \| \| 1990年 \| 44,521人 \| \| \| 1995年 \| 45,918人 \| \| \| 2000年 \| 48,092人 \| \| \| 2005年 \| 49,429人 \| \| \| 2010年 \| 49,410人 \| \| \| 2015年 \| 49,000人 \| \| \| 2020年 \| 48,154人 \| \| |                                               |  |
| 資料來源：日本總務省統計中心提供之人口普查數據 |                                               |  |
| 1970年 | 41,403人                                      |  |
| 1975年 | 41,805人                                      |  |
| 1980年 | 43,530人                                      |  |
| 1985年 | 44,150人                                      |  |
| 1990年 | 44,521人                                      |  |
| 1995年 | 45,918人                                      |  |
| 2000年 | 48,092人                                      |  |
| 2005年 | 49,429人                                      |  |
| 2010年 | 49,410人                                      |  |
| 2015年 | 49,000人                                      |  |
| 2020年 | 48,154人                                      |  |

## 歷史
現在的礪波市轄區過去在令制國時代屬於越中國礪波郡，14世紀桃井直常在此建了增山城、之城、千代樣城以與斯波義將對抗，不過在畠山氏成為越中守護後，此區域又先後由石黑氏、神保氏所控制。
17世紀進入江戶時代後成為前田氏加賀藩的領地；19世紀末明治維新實施廢藩置縣後最初改隸屬金澤縣，在1871年的第一次府縣整併後，原屬越中國的區域被劃入新設立的新川縣，不過在1876年的第二次府縣整併中，又隨著新川縣被併入由原金澤縣更名而成的石川縣。
1889年日本實施町村制，現在的礪波市轄區在當時分屬青島村、東山見村、雄神村、栴檀山村、栴檀野村、般若村、東般若村、南般若村、柳瀨村、太田村、中野村、油田村、下村、種田村、東野尻村、五鹿屋村、出町、鷹栖村、高波村、林村、若林村共21個行政區劃，其中位於現在礪波市西部的中野村、油田村、庄下村、五鹿屋村、出町和林村在1952年合併為礪波町，而其餘地區則在1954年年初陸續併入，礪波町也在規模擴大後於1954年同年改制為礪波市；同一時期，位於東南部山區的青島村、東山見村、雄神村、種田村也在1952年合併為川町。
2004年礪波市及庄川町完成合併，合併後的新行政區劃仍繼續使用礪波市的名稱，成為第二代的礪波市。

## 交通

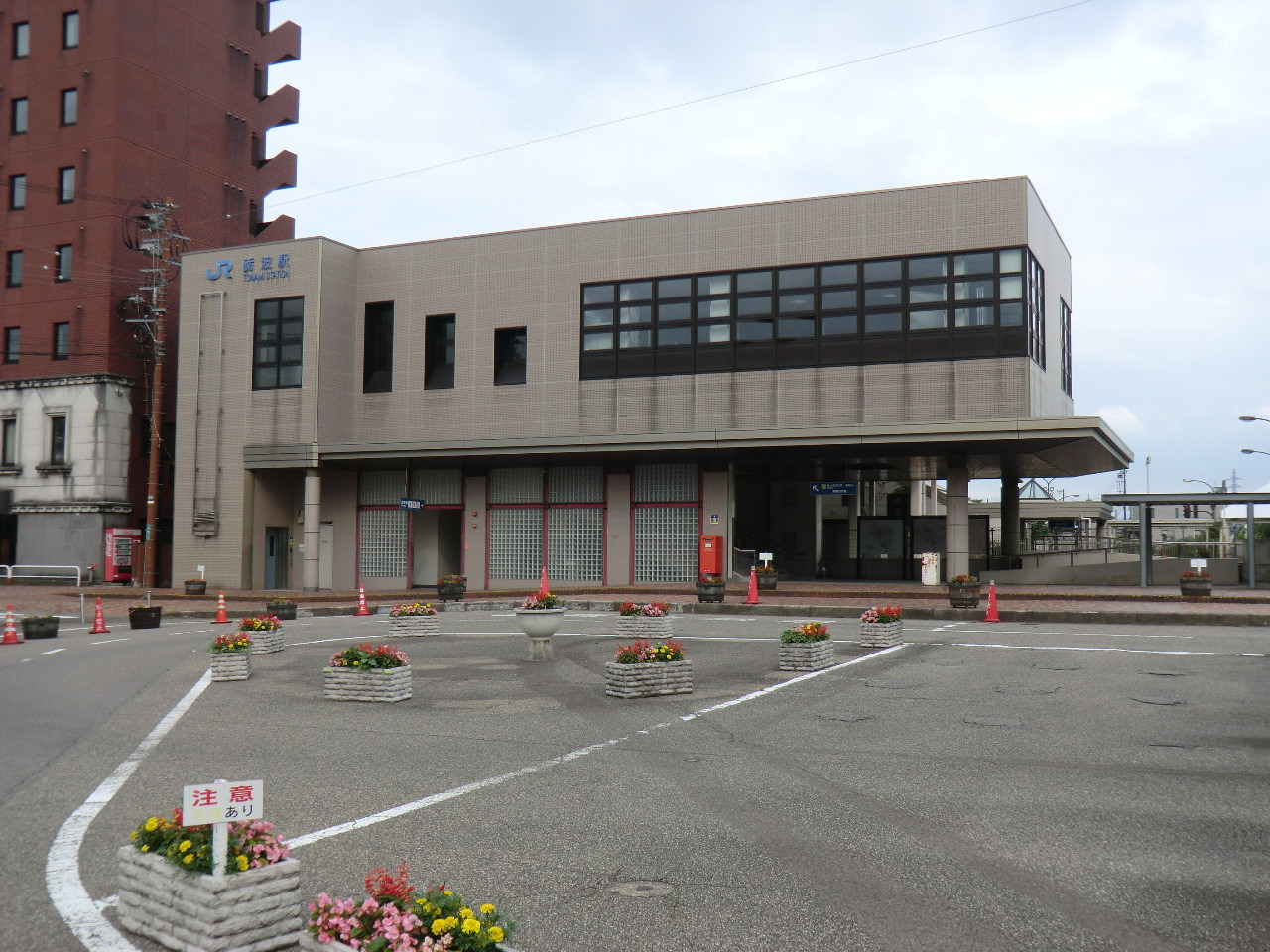
礪波車站西口

鐵路西日本旅客鐵道城端線以南北向通過主要市區，並以市區中的礪波車站為主要車站，利用城端線往北至位於高岡市的新高岡車站換乘北陸新幹線，可在約三個半小時抵達東京或是大阪。
貫穿整個北陸地區的高速公路北陸自動車道以東西向自主要市區南側通過，自愛知縣出發往北經岐阜縣到達富山縣的東海北陸自動車道，以及往北延伸至能登半島的能越自動車道則是與北陸自動車道在轄區西側與小矢部市交界處的小矢部礪波系統交流道交會，因此包括加越能巴士、海豚交通、西日本JR巴士、富山地方鐵道多家的客運業者有經營通過礪波車站的城際高速巴士，可自東京、名古屋市、大阪市、金澤市直接抵達市內。
轄內的客運路線則是由加越能巴士及市營巴士負責經營。

### 鐵路
- 西日本旅客鐵道
  - 城端線（高岡市） - 油田車站 - 礪波車站 - 東野尻車站 - （南礪市）

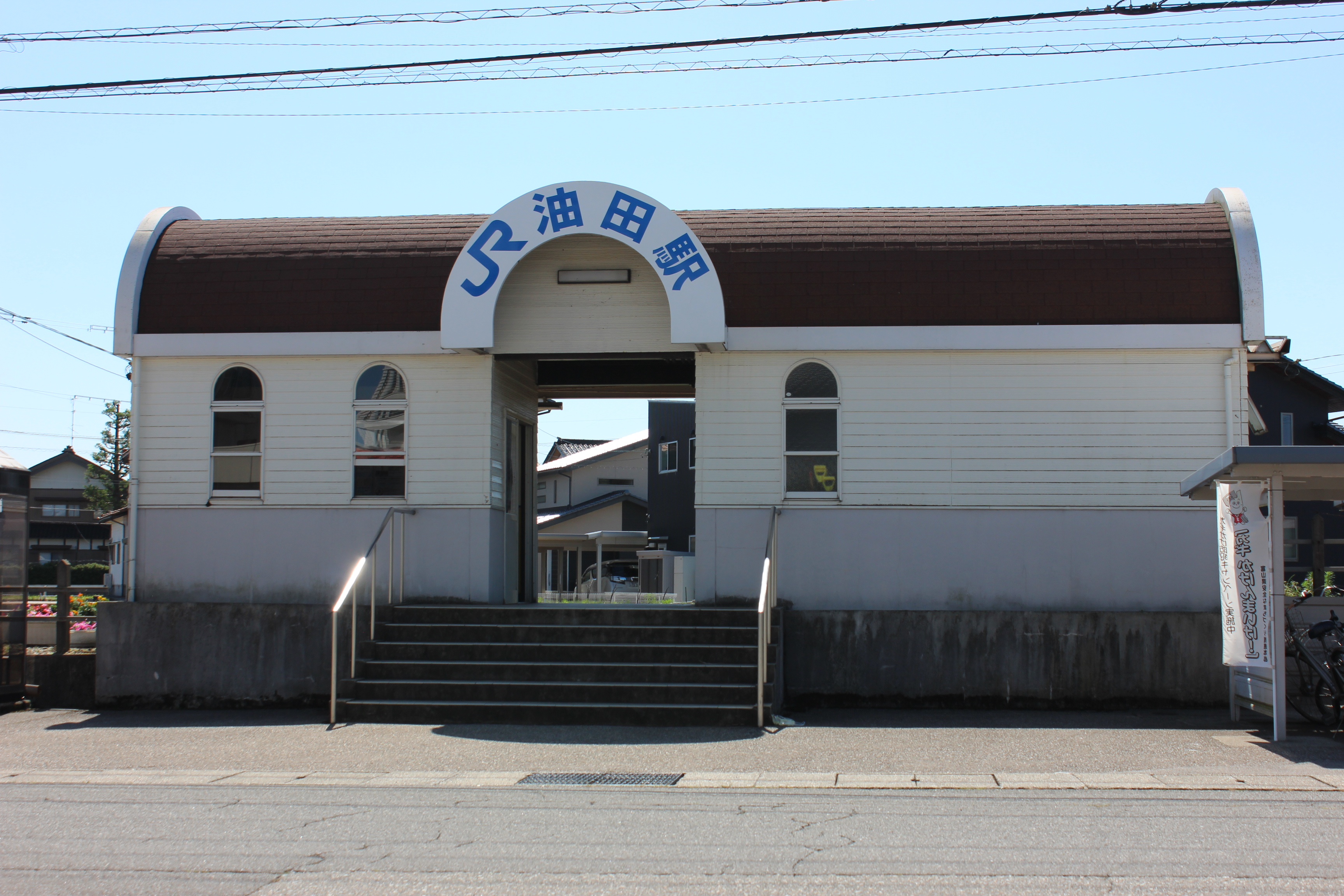
油田車站
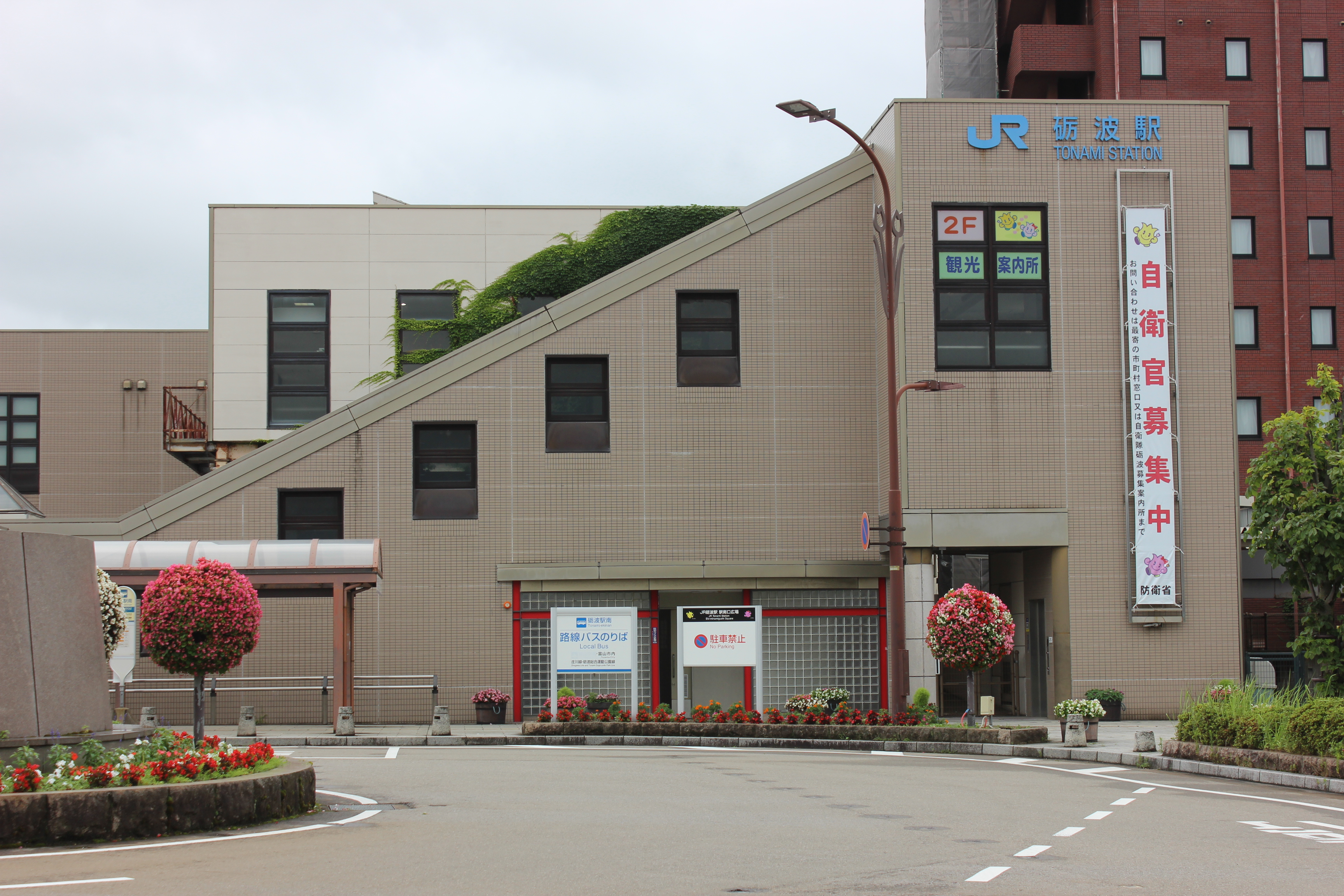
礪波車站東口
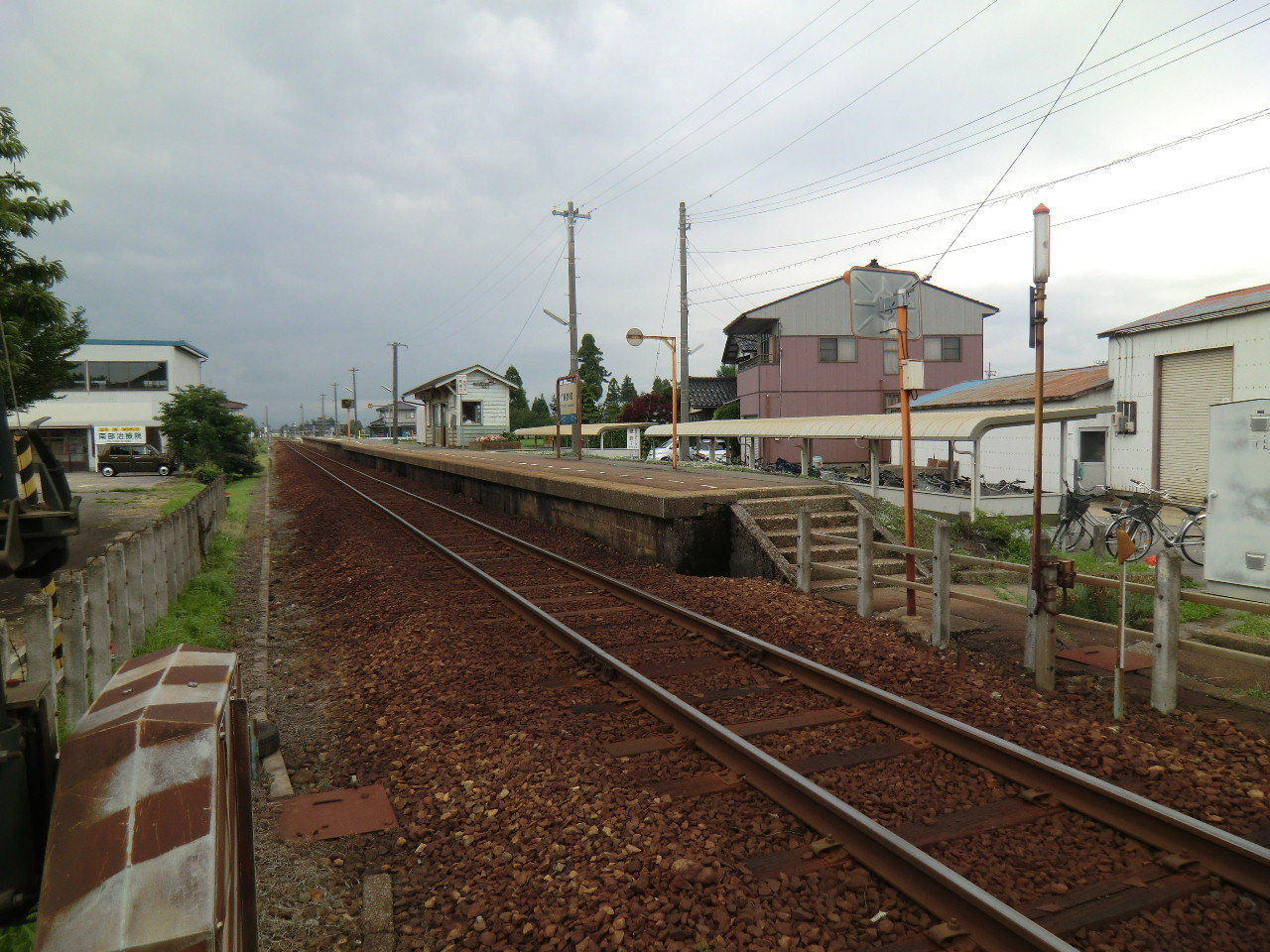
東野尻車站

### 公路
高速公路
- 北陸自動車道：（小矢部市） - 小矢部礪波系統交流道（日语：小矢部砺波ジャンクション） - 礪波交流道（日语：砺波インターチェンジ） - 高岡礪波智慧交流道（日语：高岡砺波スマートインターチェンジ） - （高岡市）

## 觀光資源
由於鬱金香為礪波市的特產，自1952年起礪波市政府每年春天都會舉辦礪波鬱金香博覽會，1964年更直接利用位於市區內的富山縣農業試驗場空間，設置礪波鬱金香公園，也成為舉辦礪波鬱金香博覽會的固定地點；園區內也有利用建於20世紀初期的中越銀行本店建物所設立的礪波鄉土資料館，其內有展出礪波本地的歷史文書、傳統農具等資料。1996年進一步設立了溫室「鬱金香四季彩館」，讓觀光客可以在全年都可以在此欣賞鬱金香。 
市區內在每年六月第二個周末會舉行礪波夜高祭，在夜間會有被稱為夜高行燈的山車。
農家建築分散在整片平原區域中的散居村為礪波平原的農村特色，除了可在位於轄內東南部庄川町地區的散居村展望台直接看到整個礪波平原及散居村分布的景色；礪波市政府也在市區的東南側建立了礪波散居村博物館，並規劃了情報館、傳統館、交流館、民具館四個主題區域。
位於東南部的庄川町地區則是以位於庄川小牧水庫的沿岸景色著名，在水庫中可搭乘庄川峽遊覽船自湖中欣賞山林景色；周邊區域也有多個溫泉旅館，被合稱為庄川溫泉鄉，此區域也在1996年被選入水鄉百選。在庄川畔的川水紀念公園除了展出本地傳統工藝及特產品外，在一年四季間會先後舉辦「庄川峽櫻花祭」、「庄川木工祭」、「川水祭」、「庄川柚子季」多項活動。

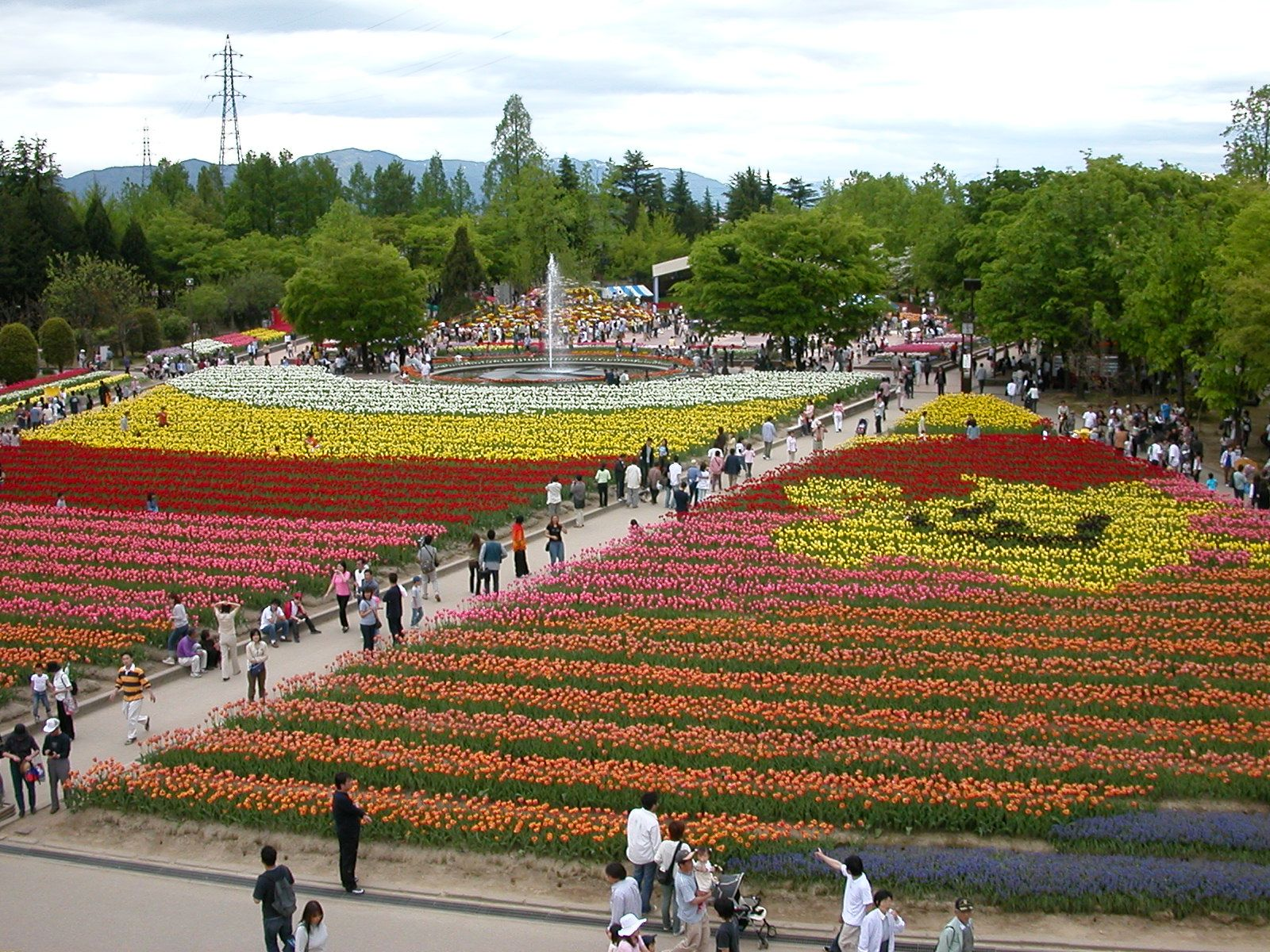
礪波鬱金香公園
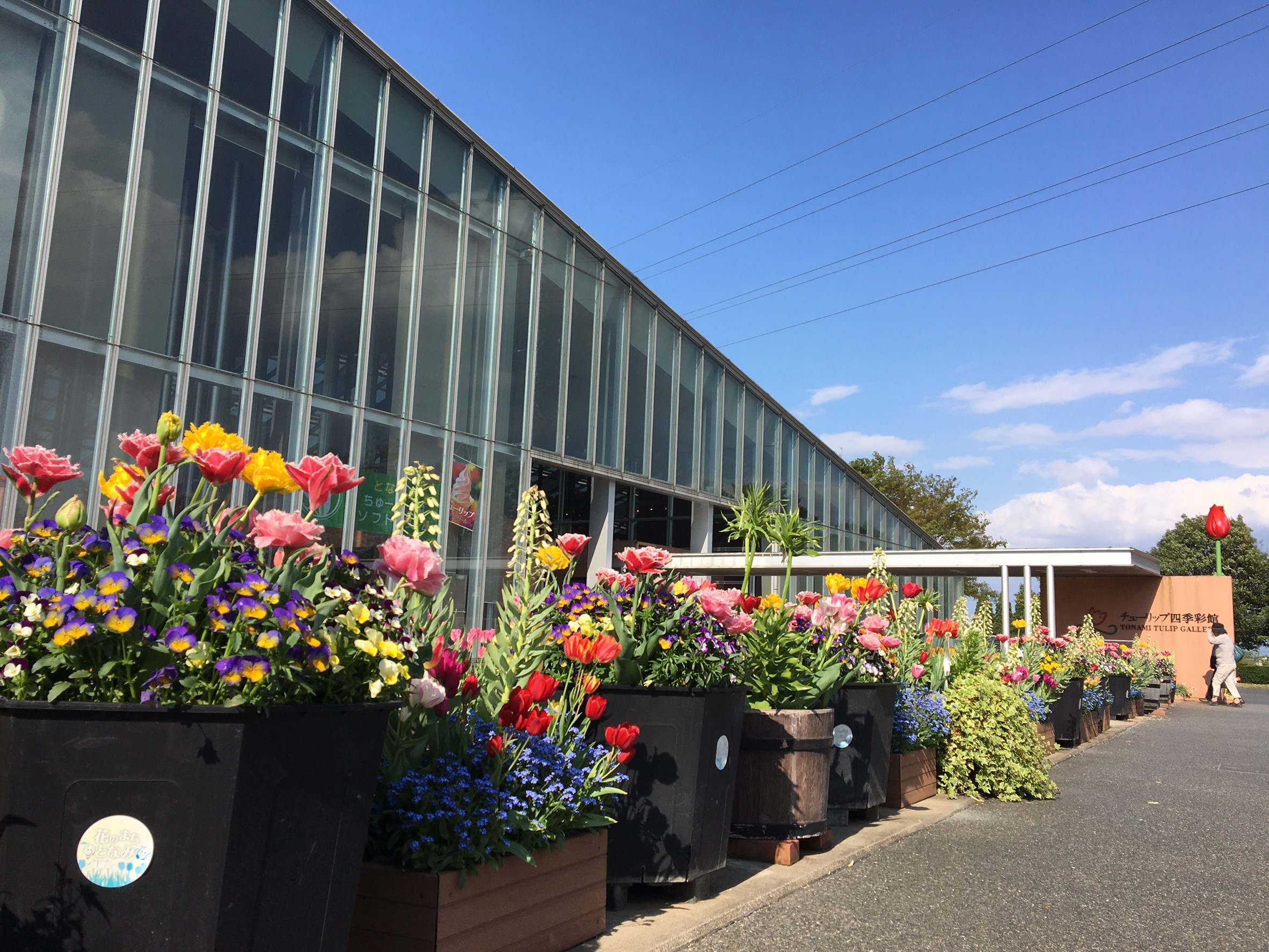
鬱金香四季彩館
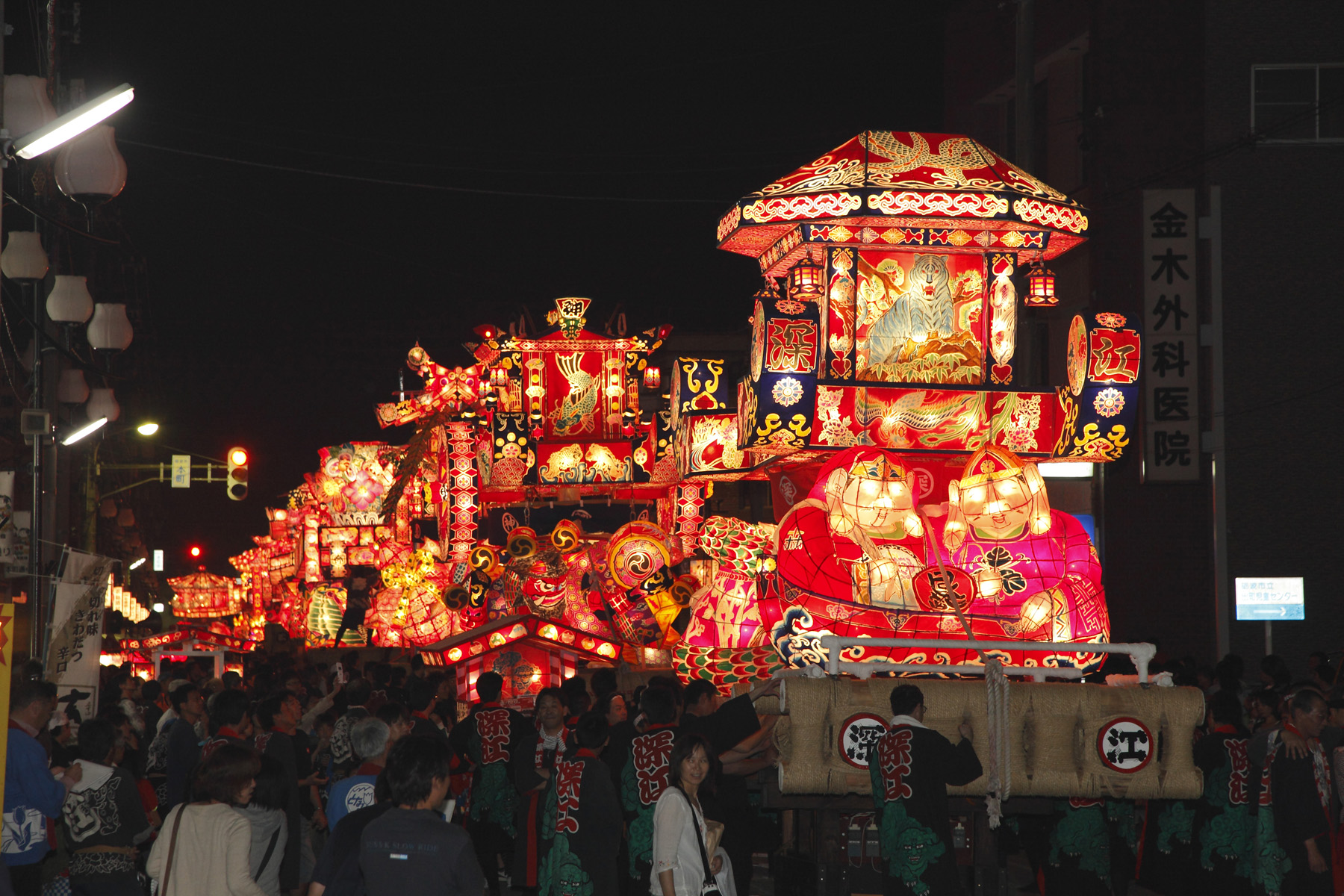
礪波夜高祭的夜高行燈
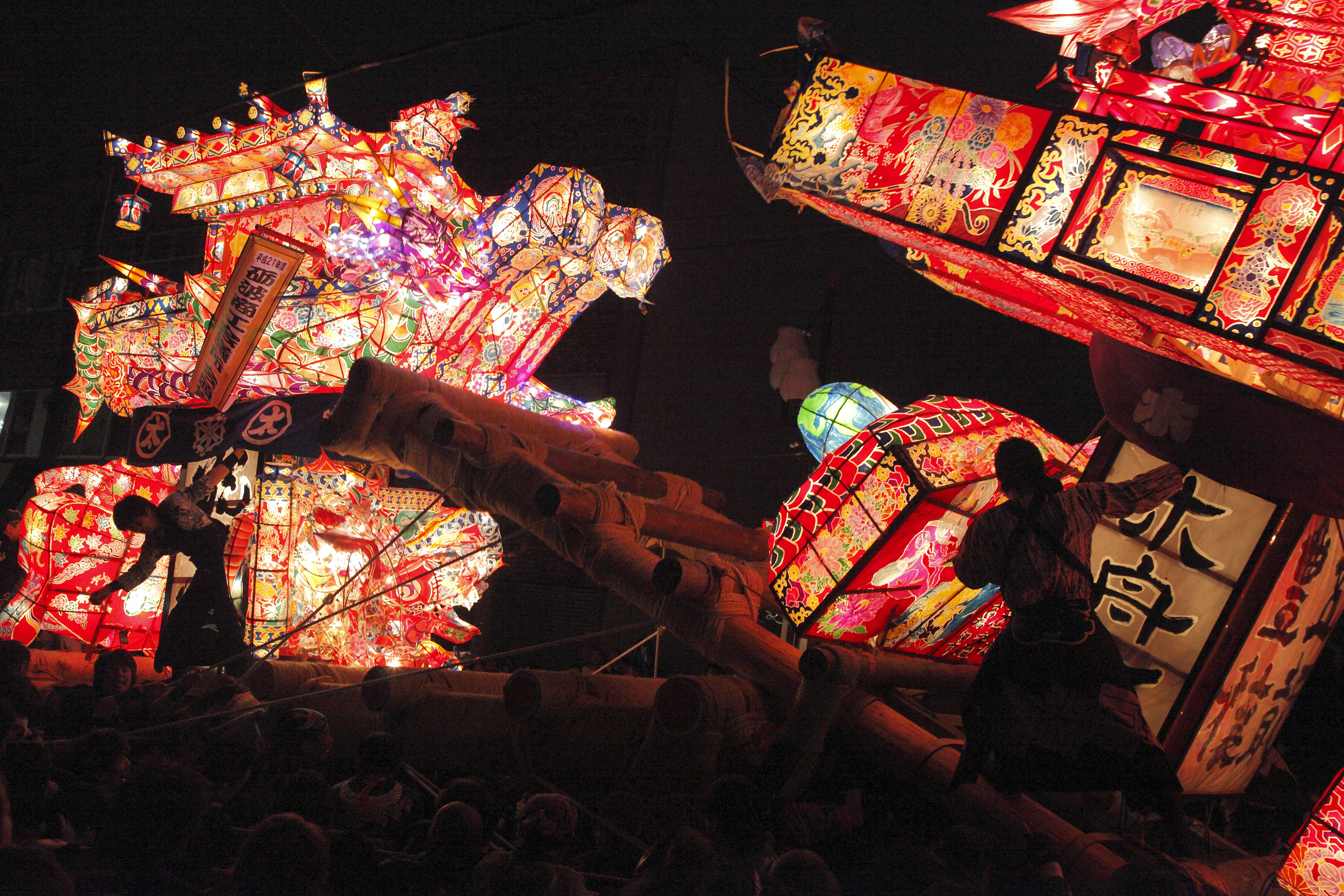
礪波夜高祭的夜高行燈
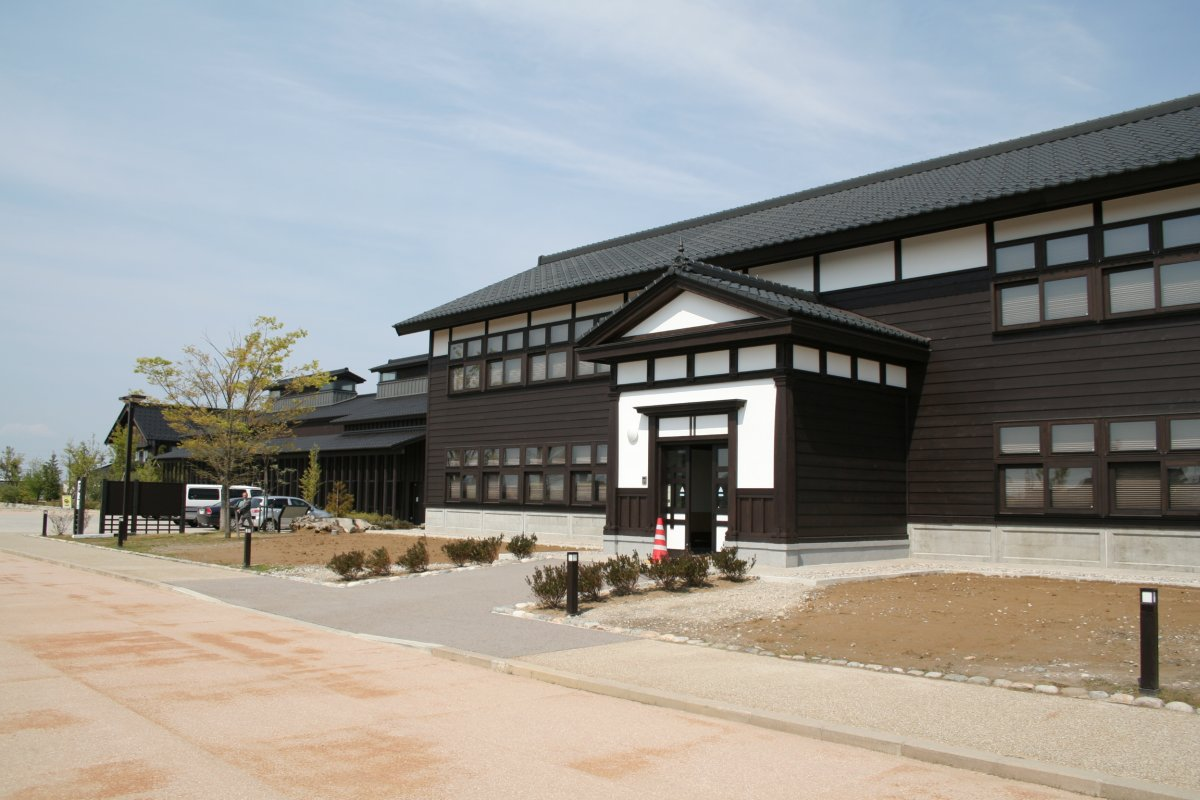
礪波散居村博物館
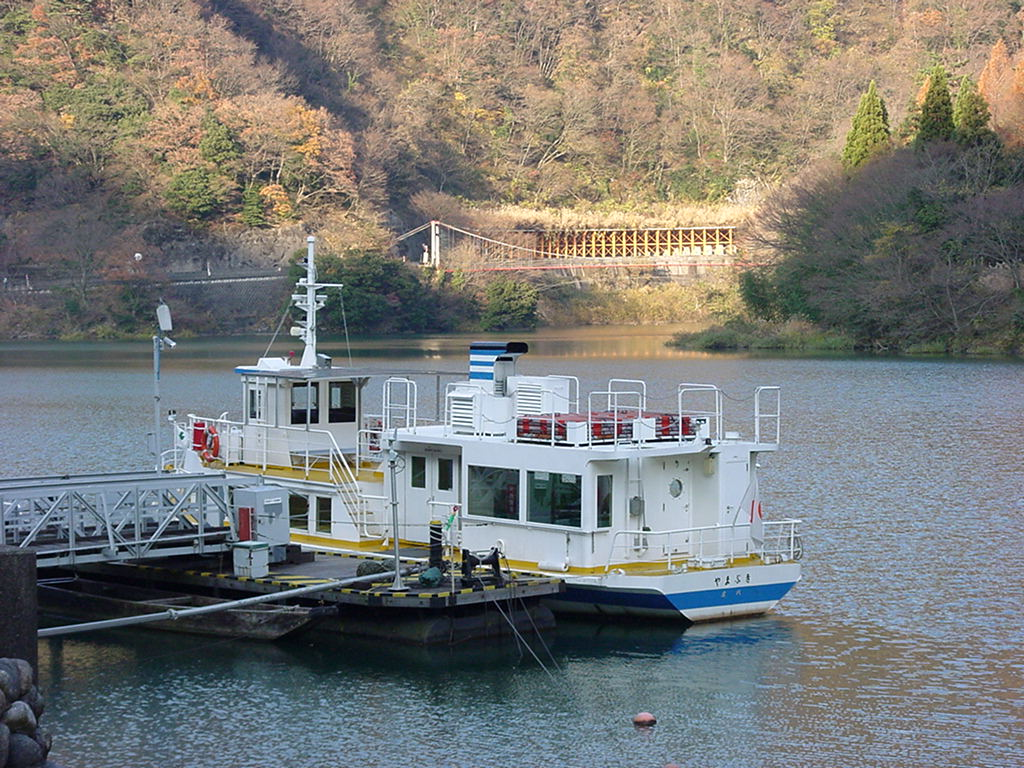
川峽遊覽船
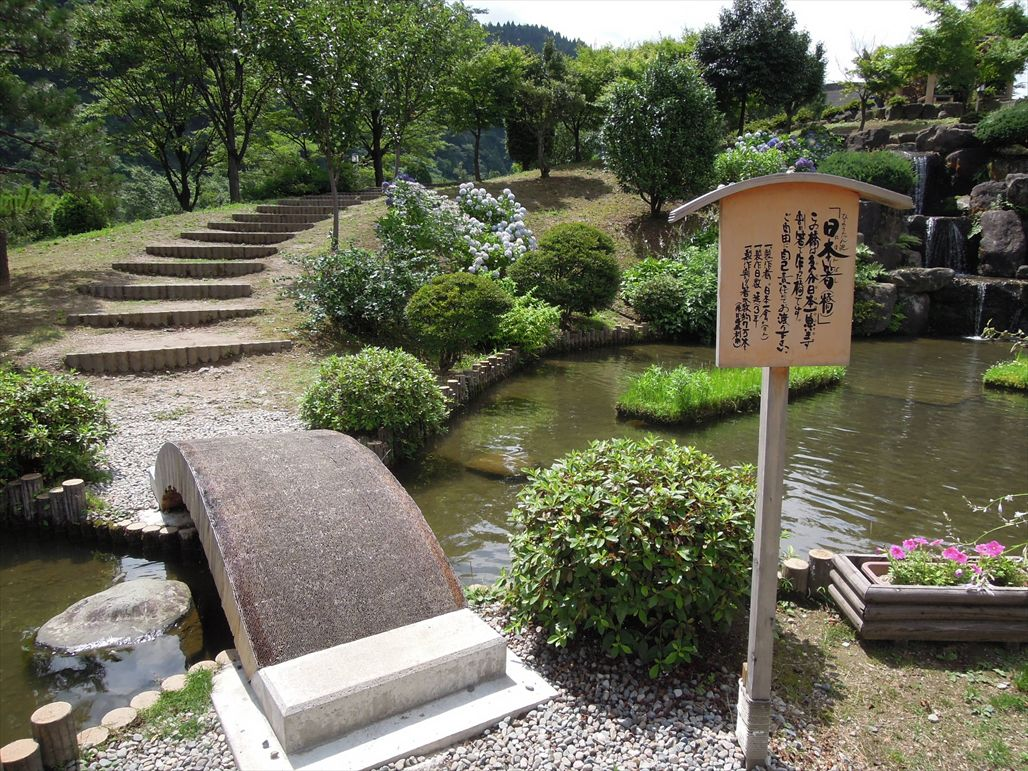
川水紀念公園
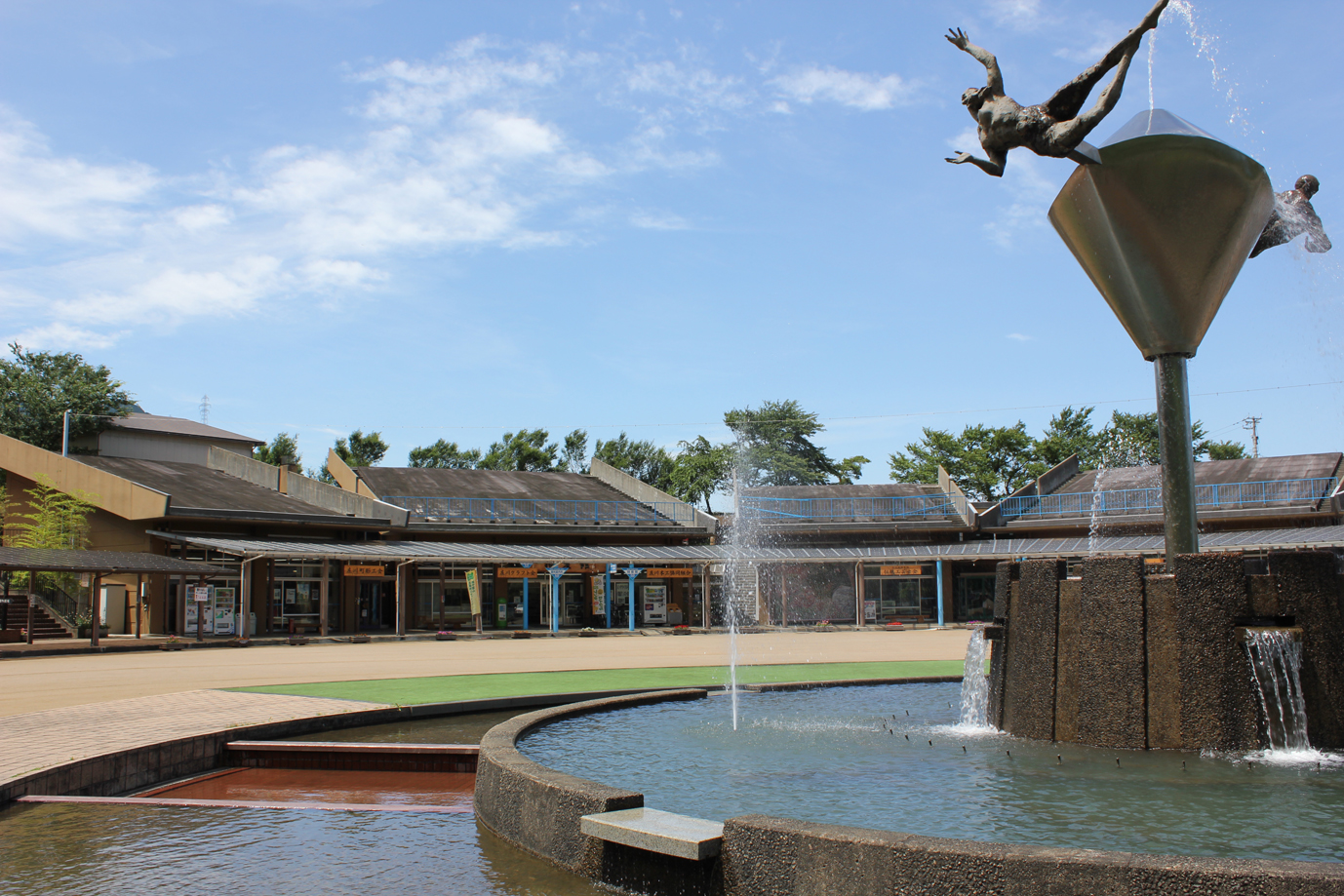
川水紀念公園特產館

## 姊妹、友好城市

### 日本
- 鵡川町（北海道）
過去舊庄川町與舊鵡川町由於町內同樣有與町名相同的一級水系，兩地更先後在1991年及1992年舉辦了首兩屆的「全國川高峰會」（以河川名命名的行政區劃高峰會），此後兩地因而開始繼續交流，並在1995年締結為姊妹城市；兩地先後在2004年及2006年合併為礪波市及新設立鵡川町後，於2007年繼續締結為姊妹城市。[23]

### 海外
- 亞洛瓦（土耳其亞洛瓦省）
鬱金香為礪波市的特產之一，而鬱金香的原產地則是在土耳其的安納托利亞地區，1988年礪波市市長與在前往土耳其訪問時，因鬱金香而開始與亞洛瓦交流，兩地在1989年締結為姊妹城市。[23]
- 盘锦市（中國辽宁省）
1987年起礪波市與常盤市的中學籃球隊開始相互交流拜訪，此後兩地的交流項目逐漸增加，兩地在1991年締結為友好城市。[23]
- 利瑟（荷蘭南荷蘭省）
位於利瑟的库肯霍夫為全世界最大的花園，園中亦栽種有大量的鬱金香，礪波市自1989年開始便開始派遣交流團前往利瑟拜訪，1991年也成功邀請利瑟的市長前來礪波市參加市內舉辦的鬱金香活動；兩地因而在1992年締結為姊妹城市。[23]

## 外部連結
- （日語） 礪波市的X（前Twitter）
- （日語） 砺波正倉